# 鄔志堅
鄔志堅（？—？），上海大律師、工業家、牧師、慈善家。浙江奉化人。晚年移居香港。

## 生平簡歷
早年隨家人移居上海。1913年，畢業於滬江大學，是首屆僅二位畢業生中的一位（另一位為郑章成）。後赴美國留學，獲得法律學位。英語流利，是上海大律師。
1924年，曾參與发起奉化旅沪同乡会，是籌備人之一。
1926年1月8日，參與發起“中华麻风救济会”（今中国麻风防治协会）。 曾擔任中華痳瘋救濟會總幹事，為掃除中國麻風病做出了開拓性貢獻。
1930年，出任上海信託公司常駐監察人。
熱衷興辦教育，曾是定海公学（今日之舟山中学）九大校董之一。 也曾是沪江大学（今上海理工大学）校董会常務董事。

## 家庭
有兄邬志豪，上海實業家。族人邬挺生，著名民國“煙草大王”。
有子鄔國江，鄔國江夫婦養子鄔惠廉，即胡漢清，香港大律師。胡漢清十二歲方知自己生母莊永楚，但視鄔國江夫婦為父母，曾言「鄔惠廉就是我的名字、我的身分」 胡漢清認為“爺爺”鄔志堅是他生命中最重要人物之一。 

## 代表著作
- 1922 年4月10日《对于非宗教运动宣言》
- 1927年《铲除中国之麻风》

還曾翻譯多部西方基督教著作，包括：
- 《詩篇研究》（The Psalms as Christian praise ）/ R. B. Scott; 史葛著, 鄔志堅譯
- 《家庭良範》（The Christian family）/ by Brown, Leslie, 1912-; Brown, Winifred 布朗夫婦著; 鄔志堅譯
- 《致七教會書》/柏威廉William Barclay 撰;鄔志堅譯
- 《基督教與佛教》/ 艾普頓著; 鄔志堅譯

## 老照片
- “普仁”抗日救难轶事（中）鄔志堅接待國際友人